# We Insist!
We Insist! ist eine französische Jazzrock-/Math-Rock-Band.

## Geschichte
Die Band wurde 1995 gegründet. Ihr Name We Insist! wurde in Anlehnung an das 1960 erschienene Konzeptalbum We Insist! Freedom Now Suite von Max Roach gewählt.
Am 1. Juni 2009 erschien – zunächst ausschließlich in Deutschland – ihr sechstes Album The Babel Inside Was Terrible, auf dem die Band nach dem Ausstieg von Cyrille Méchin nur mehr als Quintett zu hören ist. Gitarrist Julien Divisia und Saxophonist François Wong verließen We Insist! wenig später; im Februar 2014 erscheint mit "We Insist!" zum zweiten Mal ein selbstbetiteltes Album der Band.

## Stil
Die Musik von We Insist! wird häufig in die Genres Jazzrock und Math-Rock eingeordnet. Prägnant ist neben der für eine Rockband unüblichen Besetzung mit zeitweise zwei Saxophonen die Verwendung krummer Rhythmen und Takte. Als Einflüsse nennt die Band verschiedene Künstler wie At the Drive-In, die Beastie Boys und Frank Zappa.

## Diskografie
- 1998: We Insist !
- 1999: I Witness!
- 2002: Inner Pond
- 2004: Crude
- 2007: Oh! Things Are So Corruptible
- 2009: The Babel Inside Was Terrible
- 2014: We Insist!